# Affaire Luchsinger-Mackay
Pour les articles homonymes, voir Luchsinger et Mackay.
L'affaire Luchsinger-Mackay est une affaire judiciaire chilienne relative à l'assassinat d'un couple, Werner Luchsinger et Vivianne Mackay en 2013.

## Événements
Leur mort est survenue dans le contexte général dit du conflit mapuche. Les assaillants ont mené une attaque incendiaire et les corps du couple ont été retrouvés calcinés dans leur maison. Peu après l'incendie, le machi Celestino Córdova a été arrêté à 1 750 mètres du lieu. Il est jusqu'à aujourd'hui l'unique personne poursuivie dans cette affaire.
Le matin du 4 janvier 2013, Werner Luchsinger (75 ans) et son épouse Vivianne Mackay (69 ans) ont été réveillés par l'arrivée d'un groupe d'individus qui ont commencé à incendier la maison. Luchsinger a notamment réagi en s'armant de son revolver tandis que Mackay essayait de téléphoner à de la famille et à la police.
Leur fils est rapidement arrivé sur les lieux, puis les pompiers qui ont trouvé leurs corps calcinés dans la maison.

## Affaire judiciaire
Durant la nuit, la police a interpellé le machi Celestino Córdova (26 ans) à 1 750 mètres du lieu de l'incendie. Il avait une blessure par balle à la jambe, attribuée de prime abord à Luchsinger. Finalement, cela n'a pas été prouvé en justice.
Le tribunal de Temuco a rejeté le caractère terroriste des faits reprochés mais a néanmoins déclaré coupable le machi Celestino Córdova le 20 février 2014.
En septembre 2017, le procureur de La Araucanía, Roberto Garrido, a confirmé qu'il existerait un lien entre les membres de la Weichán Auka Mapu et l'affaire Luchsinger-Mackay. Cela faisait suite aux enquêtes en cours montrant la participation d'au moins 25 personnes dans l'attaque. Le procureur a confirmé que les enquêtes étaient toujours en cours,.